# Uma Thurman
Uma Karuna Thurman (IPA: /ˈumə ˈθɝmən/; sinh ngày 29 tháng 4 năm 1970) là một nữ diễn viên người Mỹ gốc Thụy Điển. Cô đóng vai chính nhiều bộ phim thuộc nhiều thể loại khác nhau, từ phim lãng mạn hài hước, phim chính kịch tới phim khoa học giả tưởng và phim hành động. Cô được biết nhiều qua các phim của đạo diễn Quentin Tarantino. Những phim nổi tiếng do cô đóng gồm có Dangerous Liaisons (1988), Pulp Fiction (1994), Gattaca (1997) và hai phim Kill Bill (2003 - 2004). Với vai diễn trong Pulp Fiction, Uma Thurma đã được đề cử giải Oscar vai nữ phụ.